# 新聞広告
新聞広告（しんぶんこうこく）は文字通り、新聞の紙面に掲載された広告である。
商品やサービス、企業自体を宣伝する一般的な広告が多いが、中には新聞広告以外にはあまり見られない独特な広告もある。

## 日本の新聞広告
各種商品やサービス、企業自体の宣伝などがあげられる。小さいスペースに社名や商品名だけが記載されている場合も多いが、目を引くような一面（全面）広告はそれ自体が他の媒体でも取り上げられ、さらなる宣伝効果を得る場合もある。
また、新聞広告は掲載費が高く、紙面の保存も容易なため、新聞広告に載るというだけで、消費者に信頼感を与える場合がある。特に、本紙面と同じ体裁やデザインで作られた一面（全面）広告では、クライアント（広告主）の文責である広告か、新聞社の文責である本文か見分けがつかない。この結果、まれに詐欺的商品が掲載され、「新聞に載った」などと販売用に使われることがある。詳しくは記事広告を参照。
なお、日本では10月20日は「新聞広告の日」である。

### 意見広告
新聞は多くの人が一通り目を通すことから、様々な主義主張の人に向けて自らの考えを表明する意見広告が掲載されることが多い。
保守革新を問わず、各市民団体が意見広告の掲載を目指して市民運動などを行っている。

### 社告
社告と呼ばれる、宣伝ではない情報が掲載されることがある。商品のリコール・回収情報、株主への案内、経営者や創業者の訃報等を含む社内人事変更のお知らせなど、商品購入者や株主、取引先など限られた関係者に気付いてもらうための広告である。通常は社会面の下部2～4段が充てられ、地味なデザインであることが多い。
→公告も参照。

### 謝罪広告
企業や行政機関が不祥事のお詫びや謝罪を新聞紙面上で行う。謝罪公告の文字があてられる事もある。
比較的多いものは、過去の広告に対して、公正取引委員会が景品表示法に基づく排除命令を出した場合のお詫び文や、個人が企業や行政機関によって著しい損害を与えられた場合、裁判で新聞に謝罪広告を出すよう原告が求める場合もある。これも社会面の下部が充てられる。
謝罪広告については訴訟での請求によりこれを行う事を求める事が出来るが、裁判所を通じて謝罪広告を命じることについて、1956年（昭和31年）7月4日に最高裁で合憲判決が出ている。

### 三行広告
一段・2～10行程度の小さな広告。元来は3行であったが近年、行数は増減している。特にスポーツ紙や夕刊紙に多く、主に飲食業やパチンコ、新聞販売店、土木・建設関係、タクシー運転手など特定業種や職種の求人募集、雑件、貸金業、に使われる。また夕刊紙では風俗店の広告だけで数面を占めるケースも多い。
求人の例では「建機オペ 40歳位まで 給20-50万 JR○○駅 □□建設KK 0xx-xxx-xxxx」程度の最小限の情報を載せた上で、その他の基本的な情報としては広告費と文字数の制約のもとで簡潔な表記で網羅するようにし、その道を専業とする人を対象として絞り縷々説明を要しないものが多い。

### 一面下部の書籍広告
産経新聞を除く一般紙では、一面下部3段を6～8個に分割して、書籍の広告に充てている。（産経では一面に書籍広告を載せていない）
縦に3段分、横に8分割している（三段八割(さんだんはちわり)）ため、「サンヤツ」ともいわれる。

### 日曜日の求人広告
スポーツ紙や夕刊紙が平日三行広告で求人広告を掲載しているのに対し、一般紙は主として日曜日発行の紙面で、より大きなスペース（2段1/8以上）を割いた求人広告が掲載されていることが多い。業種や職種も、スポーツ紙や夕刊紙には見られない大手有名企業や外資系企業が広告を出すことも多く、求人職種などの情報もきちんと掲載されている。さらに詳細な情報は、同時期に掲載している求人情報誌や求人情報ウェブサイト、求人企業自身のウェブサイトを参照するように記載されているものがほとんどで、読者層の違いをうかがわせる。

## アメリカの新聞広告
2010年の新聞など紙媒体広告への支出は227億8000万ドル（約1兆9000億円）であったのに対し、インターネット広告費の総額は258億ドル（約2兆1600億円）となり、インターネット広告費が初めて新聞など紙媒体広告への支出を上回った。

## 新聞広告の資料価値
新聞は新聞縮刷版として多くの図書館で保存されることから、過去の世相をあらわすものとして研究の題材によく取り上げられる。

## 新聞社の広告料収入
通常テレビCMや雑誌広告などの場合は掲載料金が前払いなのに対し、新聞広告では掲載料金が後払いというのが慣習となっている点も大きな特徴。これは新聞の場合、突発的な事件や事故が起きた場合など、特別紙面を組む目的で掲載予定だった広告を外し、そこに記事を載せるといった対応をする場合があり、そのような際のクライアントとのトラブル発生を防ぐ目的がある。
新聞社の広告料収入としては、新聞広告の広告料収入のほかに電子版での広告料収入もあるが、新聞広告に比べインターネット上の広告には「うまみ」が少ないと指摘されている。

## 次世代型新聞広告
2010年9月21日、フォルクスワーゲンはインドにおいて恐らく世界初のユニークな新聞広告を「掲載」した。新聞の内側に音声チップを仕込み、新聞を開くと新聞が自動的に宣伝文句を読者に語りかけるというもので、「トーキング・ニュースペーパー・キャンペーン」と称した。欧米や日本ではメロディ付きクリスマスカードなどで広まりつつある技術だが、インドの主要6都市に220万個のチップ入り新聞が配られ、読者を驚かせた。画期的な手法として広告業界からは肯定的な意見がある一方、問題点も発生している。
セリフ前にビープ音を発するチップを爆弾と勘違いして警察に通報する事態が相次ぎ、警察の電話はその日なりっぱなしで、ムンバイでは爆発物処理班が出動する騒ぎになった。また、いきなりしゃべりだした新聞にお年寄りが驚き、気分が悪くなったという苦情も殺到した。他にも「朝の貴重なくつろいだ時間に強制的に15分のCMを聞かされる」「女中が『新聞の中にお化けがいる』と怯えた」といった批判も寄せられている。